# Ptilinoxus fallax
Ptilinoxus fallax är en tvåvingeart som beskrevs av Lindner 1966. Ptilinoxus fallax ingår i släktet Ptilinoxus och familjen vapenflugor.
Artens utbredningsområde är Madagaskar. Inga underarter finns listade i Catalogue of Life.